# William Gerard Barry
Pour les articles homonymes, voir Barry.
William Gerard Barry, né en 1864 à Carrigtwohill et mort le 9 septembre 1941 à Saint-Jean-de-Luz (Pyrénées-Atlantiques), est un peintre irlandais.

## Biographie
Fils d'un magistrat, William Gerard Barry naît en 1864 à Carrigtwohill, dans le comté de Cork.
Il s'inscrit à la Crawford School of Art de Cork et y étudie sous la direction de Henry Jones Thaddeus de 1881 à 1883. Thaddeus conseille à Barry de se rendre à Paris où il poursuit sa formation à l'Académie Julian sous Jules Lefebvre, Gustave Boulanger et Carolus Duran. Il rejoint la colonie artistique d'Étaples en 1887 et son premier succès survient, cette même année, lorsqu'il reçoit un prix Taylor de 30 £ après avoir envoyé, d'Étaples, un tableau à la Royal Dublin Society. Il voyage beaucoup, y compris aux États-Unis et au Canada. Barry vie à Saint-Jean-de-Luz, dans le sud-ouest de la France pendant l'occupation allemande de la Seconde Guerre mondiale.
Il meurt, tué par l'explosion d'une bombe, à Saint-Jean-de-Luz le 9 septembre 1941.